# Time to Live
Time to Live är ett fält i ett IP-paket som anger hur många hopp ett paket tillåts skickas vidare mellan olika routrar innan det tas bort från nätet. För varje hopp minskas TTL-fältet med ett. Detta är till för att undvika att paket som inte kommer fram skickas mellan routrar för evigt på nätet. Om paketen skulle snurra runt på nätet för evigt skulle hastigheterna till slut bli väldigt låga.